# Округ Јереј (Колорадо)
Округ Јереј (енгл. Ouray County) је округ у америчкој савезној држави Колорадо. По попису из 2010. године број становника је 4.436. Седиште округа је град Јереј.

## Демографија
Према попису становништва из 2010. у округу је живело 4.436 становника, што је 694 (18,5%) становника више него 2000. године.
| Група             | 2000.         | 2010.         |
| Белци             | 3.487 (93,2%) | 4.143 (93,4%) |
| Афроамериканци    | 3 (0,1%)      | 7 (0,2%)      |
| Азијати           | 13 (0,3%)     | 25 (0,6%)     |
| Хиспаноамериканци | 152 (4,1%)    | 196 (4,4%)    |
| Укупно            | 3.742         | 4.436         |